# Prima Republică Franceză
Prima Republică Franceză este denumirea convențională dată de istorici formei de guvernământ pe care a avut-o Franța de la 21 septembrie 1792 până la 18 mai 1804. Ea debutează în timpul Revoluției Franceze începută la 5 mai 1789 și depășește 9 noiembrie 1799, data la care se sfârșește Revoluția. Prima Republică este de fapt un ansamblu de trei forme de guvernământ republicane prin care Franța a evoluat treptat spre forma de guvernământ autocratică pe care a constituit-o Primul Imperiu Francez al împăratului Napoleon I.

## Nașterea republicii
La începutul Revoluției a început să se formeze o nouă clasă politică, ai cărei membri erau practic în totalitate pentru păstrarea monarhiei lui Ludovic al XVI-lea, dar transformată într-o monarhie constituțională. Parlamentul, format curând după începutul Revoluției, la 9 iulie 1789, ca Adunare Națională Constituantă, a avut ca activitate principală elaborarea unei constituții în acest sens. Lucrarea a durat până la 3 septembrie 1791 și, conform prevederilor ei, au avut loc alegeri pentru Adunarea Națională Legislativă între 29 august și 5 septembrie 1791, astfel Franța devenind monarhie constituțională. Încă de la început, regele nu a fost de acord cu limitarea puterii sale prin constituție, dar a fost nevoit să o accepte. Totuși, s-a confruntat de mai multe ori cu Adunarea, refuzând să promulge decrete votate de aceasta, cu suspendarea aplicării lor pentru un timp, el având acest drept prin constituție.
Între timp, începând cu 20-21 iunie 1791, când regele a încercat să fugă din țară, dar a fost readus de la Varennes-en-Argonne la Paris, deputații au devenit tot mai neîncrezători în Ludovic al XVI-lea. Pe măsură ce atitudinea lui față de regim devenea tot mai suspectă în ochii politicienilor de stânga, ideea republicană câștiga teren în rândurile lor.
De la începutul Revoluției, inclusiv în perioada monarhiei constituționale, Franța a fost frământată de tulburări violente din cauza confruntărilor dintre revoluționari și contrarevoluționari, pe fondul unei crize economice și sociale, la care s-a adăugat și un război, început la 20 aprilie 1792. Acesta era dorit din motive diferite de către rege și de către revoluționari. Primul spera ca puterea lui să fie restabilită printr-o înfrângere din partea Austriei și a Prusiei, iar cei din urmă voiau prin el să consolideze revoluția în interior și să o extindă în exterior, împotriva regilor în general.
Războiul a început rău pentru Franța. Trupele străine împreună cu o armată de emigrați francezi contrarevoluționari au pătruns în țară, ceea ce a ațâțat spiritul revoluționar patriotic și sentimentele antimonarhice. În noaptea de 9 spre 10 august a izbucnit o insurecție la Paris. Palatul Tuileries, reședința regelui, a fost ocupat de insurgenți și Adunarea Legislativă a suspendat puterea regelui, iar acesta a fost încarcerat. Astfel, regatul a luat practic sfârșit.
Adunarea a hotărât de asemenea că va fi aleasă, prin vot universal limitat la bărbați, o Convenție Națională care va avea de elaborat o nouă constituție. Alegerile au avut loc în două trepte. În prima s-au reunit la nivel local adunări primare, în care s-au ales electori, iar în a doua, aceștia s-au reunit în capitalele de departament în adunări electorale, pentru a alege deputații în Convenție. Procedurile alegerilor s-au desfășurat între 26 august și 19 septembrie. Nu au fost alegeri corecte: secretul votului nu a fost respectat în mai multe departamente și s-au făcut presiuni asupra alegătorilor moderați, de aceea nu au votat circa 6.300.000 de alegători din circa 7.000.000.

## Perioada Convenției Naționale
Convenția s-a reunit pentru prima oară la 21 septembrie 1792 și a proclamat abolirea monarhiei. Cu aceasta a început perioada Primei Republici.

### Convenția Națională

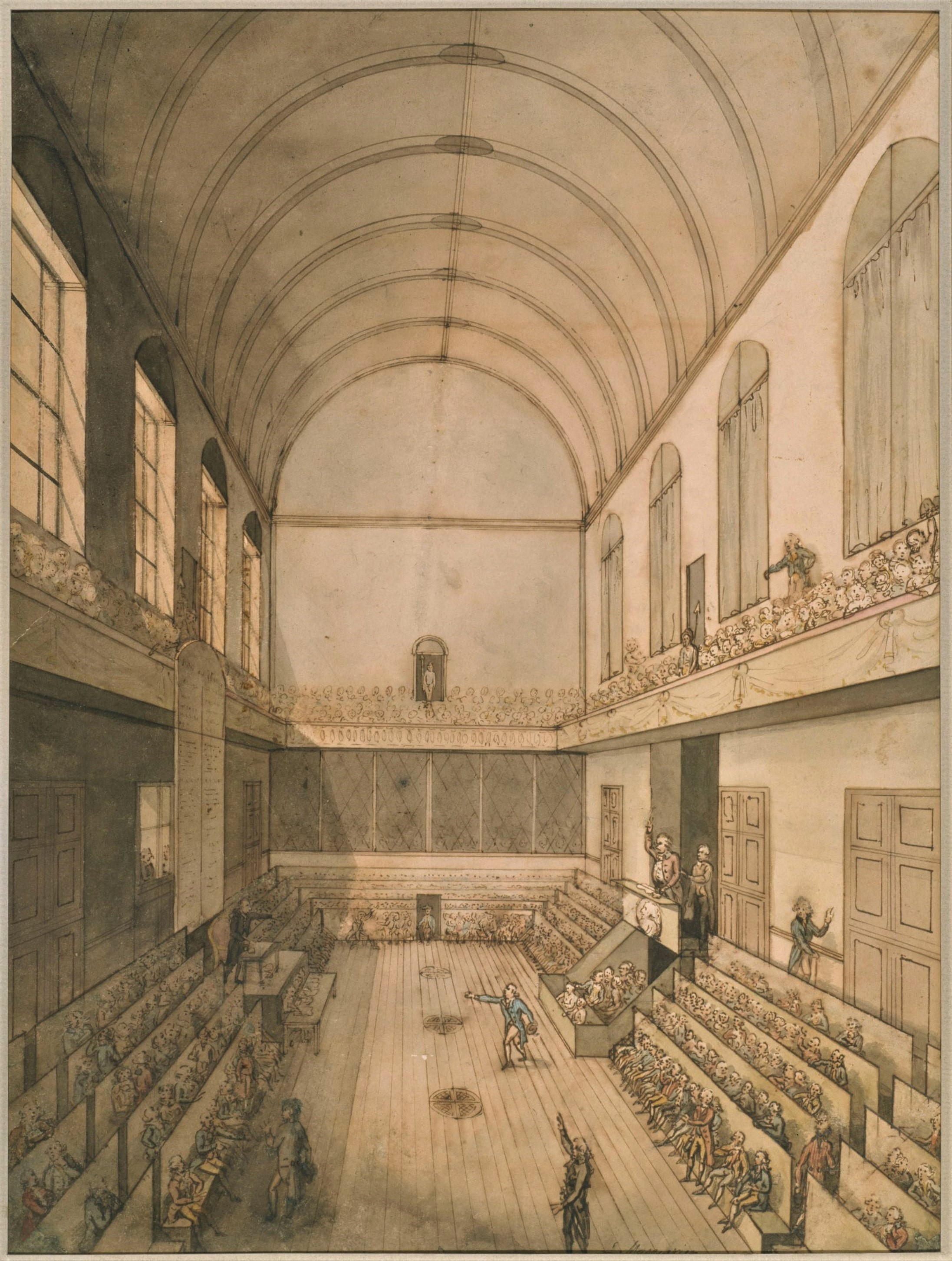
Convenția Națională reunită în sala manejului din palatul Tuileries

Din Convenția Națională făceau parte 749 de deputați. Din punctul de vedere al orientărilor politice, configurația ei era în parte diferită de cea a parlamentelor anterioare. Nu mai era prezentă dreapta din acestea, care fusese monarhistă. În Convenție, dreapta era reprezentată de cei numiți „girondini”, în număr de circa 160. Majoritatea lor erau burghezi din provincie, oameni cu profesii juridice, jurnaliști și negustori din sudul și vestul Franței, adepți ai libertății economice și potrivnici tendinței centralizatoare a Parisului. Personalitățile lor centrale, principalii lor oratori erau jurnalistul Jacques Pierre Brissot⁠(d) și filozoful Nicolas de Condorcet.
Cei de stânga, în jur de 250 de deputați, erau numiți Montagnards („munteni”), pentru că, pe rândurile de scaune în trepte, le ocupau pe cele de sus. Alcătuiau un ansamblu heteroclit. Principala lor caracteristică era calitatea majorității lor de aleși ai Parisului. Îi aveau ca șefi pe avocatul Maximilien de Robespierre, avocatul Georges Jacques Danton și jurnalistul Jean-Paul Marat.
Aproape 400 de deputați se situau între celelalte două grupuri. Erau numiți la Plaine („câmpia”) sau, în mod depreciativ, le Marais („mlaștina”). Ei erau prudenți sau nehotărâți, votând uneori cu dreapta, alteori cu stânga.
Între dreapta și stânga erau mai mult conflicte între persoane decât diferențe ideologice. La început au fost toți de acord cu abolirea monarhiei, cu datarea actelor publice începând cu „anul I al Republicii”, apoi cu adoptarea formulei „Republica Franceză este una și indivizibilă”. Unanimitatea a dispărut curând, atunci când cei de dreapta au început să-i atace pe șefii celor de stânga cu diverse acuzații: pe Danton de nereguli financiare, pe Marat pentru responsabilitatea în masacrarea în septembrie 1792 a multor prizonieri, în majoritate contrarevoluționari, pe Robespierre de tendințe autocratice.
În afara Convenției, viața politică continua să se desfășoare și în cluburile politice înființate încă de la începutul Revoluției, care funcționau în clădiri ale unor foste mănăstiri, și au păstrat numele ordinelor călugărești care le avuseseră, de exemplu Clubul Iacobinilor și Clubul Cordelierilor. Un număr de deputați din Convenție și alte personalități politice erau și membri ai cluburilor.
Parisul era împărțit din iunie 1790 în 48 de secțiuni revoluționare în locul vechilor cartiere. Interveneau și ele în viața politică prin acțiuni pe care le hotărau în adunările lor primare pentru alegeri și în comitetele lor.

### Procesul regelui

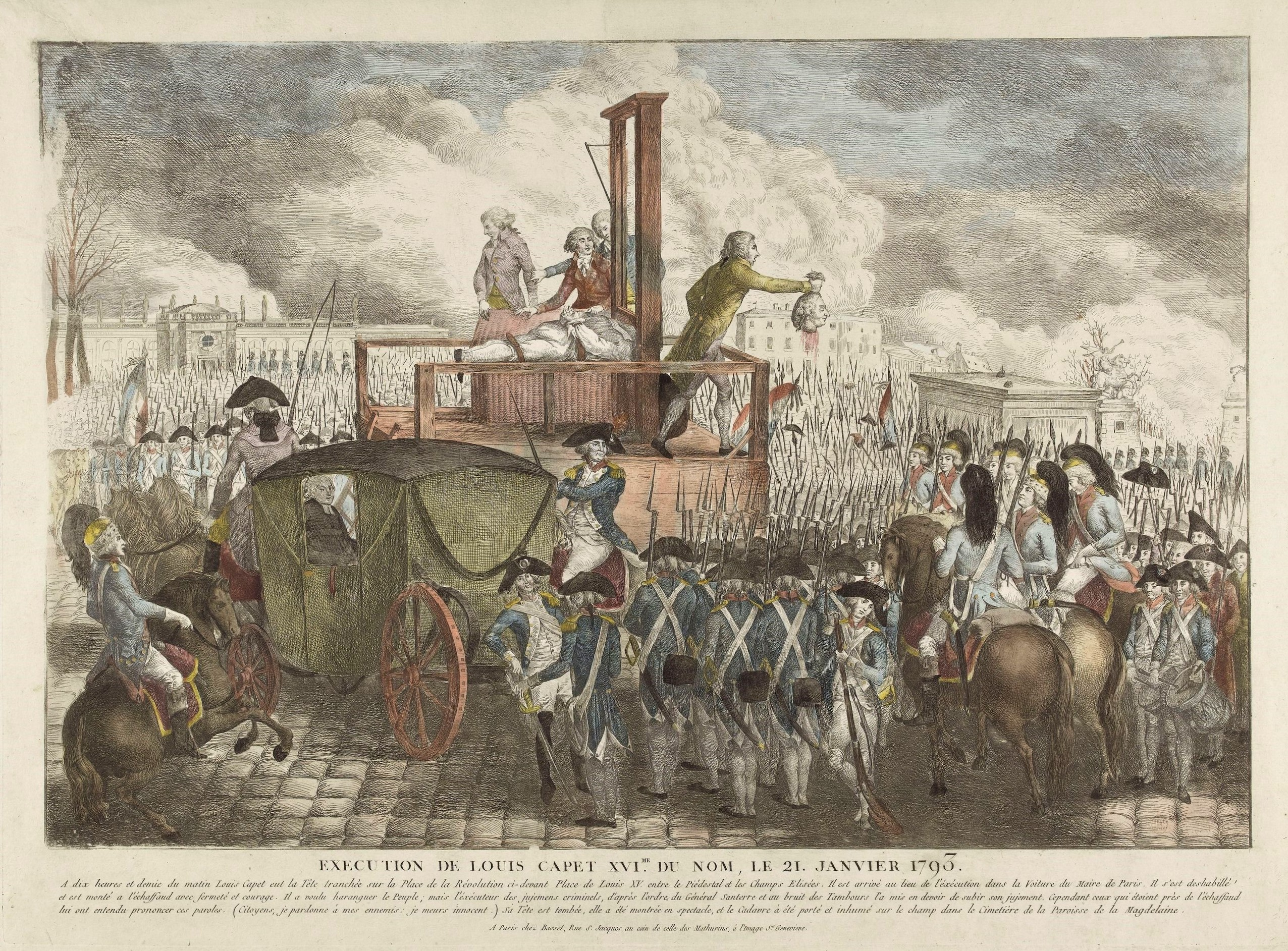
Execuția lui Ludovic al XVI-lea

În Convenție, conflictul a culminat în legătură cu atitudinea de adoptat față de regele arestat. Convenția primea petiții care cereau punerea sub acuzare a lui Ludovic al XVI-lea. Girondinii ezitau, căci constituția în vigoare declara persoana regelui „inviolabilă și sacră”. Robespierre era pentru executarea lui fără proces. Când în palatul Tuileries s-au găsit documente care dovedeau relații ale regelui cu emigrații contrarevoluționari și cu puteri străine cu care Franța era în război, acuzarea lui de conspirație și de atentat la siguranța națională a fost votată de Convenție aproape în unanimitate. Tot Convenția l-a judecat pe rege. Procesul a început la 11 decembrie 1792. În cursul acestuia, acuzatul a compărut de două ori și au avut loc mai multe dezbateri încheiate cu votări. La 27 decembrie, un girondin a propus ca sentința să fie exprimată de națiune prin adunările primare pentru alegeri, dar propunerea a fost respinsă. La 16 ianuarie 1793 a fost adoptată condamnarea la moarte. 26 deputați au cerut ca sentința să fie cu suspendare, dar propunerea lor a fost respinsă. Regele a fost condamnat la moarte și executat prin ghilotinare la 21 ianuarie, în piața numită Place de la Concorde începând cu 1795.

### Războiul
După primele înfrângeri, Franța a obținut o primă victorie în bătălia de la Valmy, la 20 septembrie 1792, a unei părți a armatei, comandată de generalii Dumouriez și Kellermann.
În aceeași lună, în sud-est, armata condusă de generalul Anne-Pierre de Montesquiou-Fézensac⁠(d) a cucerit Savoia în septembrie 1792, și aceasta a fost anexată de Franța prin decretul din 27 noiembrie al Convenției .
Între timp, în nord-est, o altă parte a armatei, sub comanda generalului Adam Philippe de Custine⁠(d) a ajuns, în octombrie 1792, să cucerească orașele Worms, Mainz și Frankfurt pe Main.
După Valmy, armata învingătoare acolo a pătruns în Belgia. La Jemappes a învins din nou la 6 noiembrie și a intrat în Mons, apoi în Bruxelles, deși Dumouriez nu primea sprijinul logistic necesar, dându-și seama că ministrul de război și mulți deputați se temeau că putea reveni ca dictator.
Executarea lui Ludovic al XVI-lea a provocat o reacție puternică din partea celorlalte puteri europene. La 1 februarie 1793, Convenția a declarat război Angliei și Provinciilor Unite (Țărilor de Jos de mai târziu). În aceeași lună și în martie s-a format o coaliție împotriva Franței, prin alăturarea la Austria și Prusia deja în război cu Franța, a Angliei, a Spaniei, a Provinciilor Unite, a principalelor mici state germane și italiene. A început o serie de înfrângeri pentru Franța. La 18 martie 1793, Dumouriez a fost învins la Neerwinden⁠(d), și generalul, care era de fapt monarhist, a trecut la austrieci la 4 aprilie. La 28 iulie a căzut Valenciennes, Custine a pierdut cuceririle de pe pământ german, spaniolii au ocupat Perpignan și Bayonne, iar englezii portul Toulon.

### Contrarevoluția
În Vendée și în Bretagne, țăranii se opuneau Revoluției. Erau revoltați de măsurile luate împotriva clerului catolic și mai ales de executarea regelui. Au izbucnit răscoale în martie 1793, când Convenția a decretat recrutarea a 300.000 de oameni pentru lupta împotriva dușmanului extern. Răsculații au format o armată care s-a pus sub ordinele unor nobili contrarevoluționari. Au ocupat câteva orașe mici și au asediat Nantes, ca să primească în portul de acolo arme din Anglia. La începutul lui iunie erau deja cuprinse de insurecția contrarevoluționară 60 de departamente, adică trei sferturi din țară.

### Căderea girondinilor

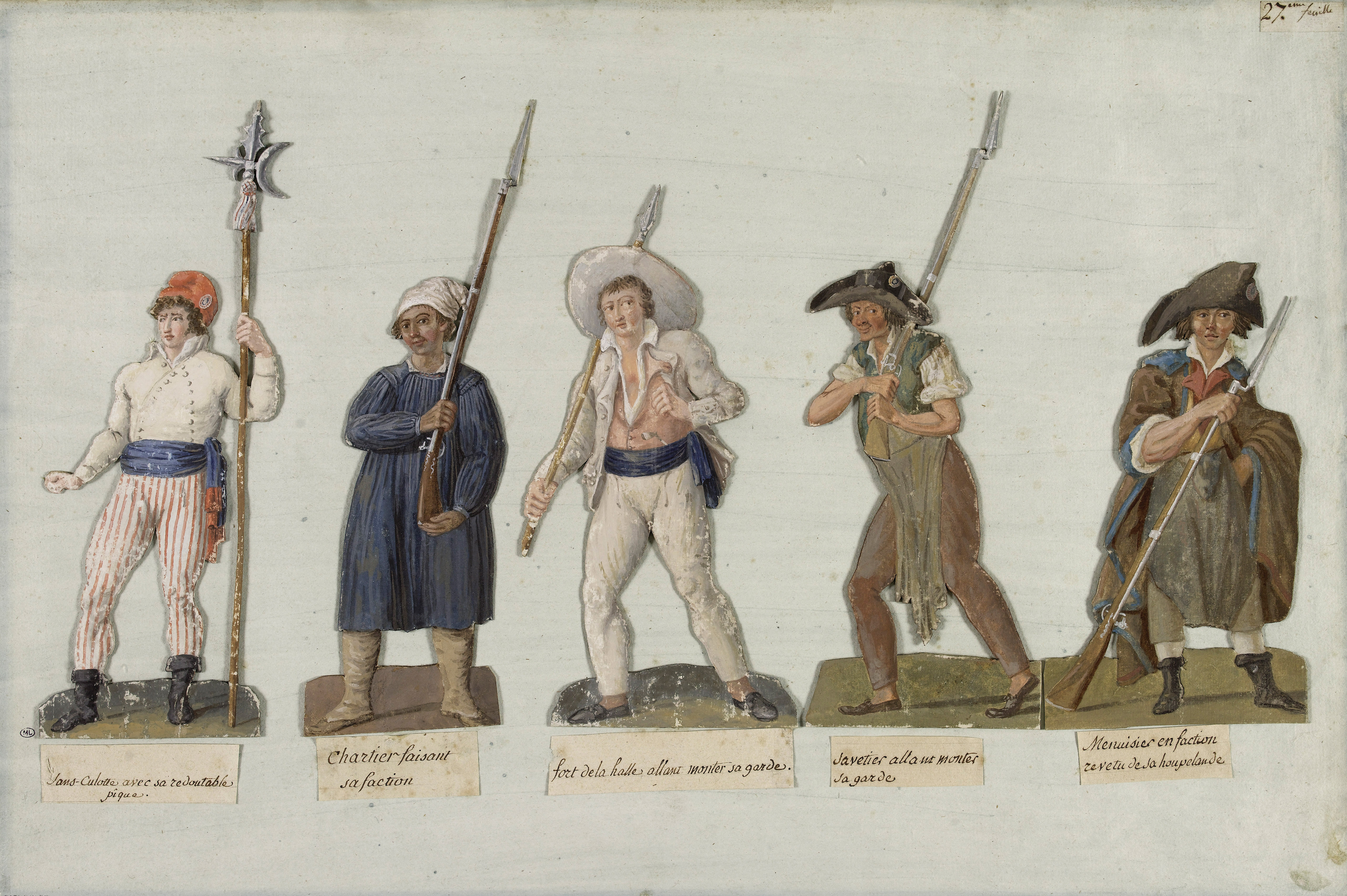
Sans-culottes înarmați

În afară de războiul cu puterile străine și de războiul civil, Franța se confrunta în continuare și cu criza economică. În această situație complexă, în Convenție continuau să se înfrunte dreapta (girondinii) și stânga (Montagnards). Pe de altă parte, Convenția dominată de girondini era în conflict cu conducerea Parisului, numită la Commune (Comuna), consiliul ei fiind dominat de revoluționari radicali numiți sans-culottes, care acționau în numele parizienilor afectați de penurie alimentară și de șomaj.
La 10 martie 1793, stânga din Convenție a impus înființarea unor tribunale revoluționare, apoi, la 9 aprilie, a Comitetului de Salvare Publică din nouă membri aleși lunar de Convenție și responsabili față de ea.
Girondinii au reluat ofensiva împotriva stângii, Convenția acuzându-l pe Marat de instigare la război civil, dar Tribunalul Revoluționar din Paris l-a achitat. Au atacat și Comuna, însărcinând un comitet de 12 membri cu o anchetă pentru abuz de putere. În mai l-au arestat pe Jacques-René Hébert⁠(d), adjunctul procurorului Comunei și redactorul unul ziar extremist. Conflictul dintre girondini și Comună a devenit acut. Aceasta și-a organizat propria armată și la 2 iunie 1793, 80.000 de oameni au înconjurat palatul Tuileries, care devenise sediul Convenției, inclusiv cu tunuri, obligând Convenția să excludă 29 de girondini.
Lovitura de stat din 2 iunie a provocat revolta așa-numită „federalistă”, a adepților din provincie (Marseille, Lyon, Bordeaux, Caen etc.) ai girondinilor. Aceștia nu erau contrarevoluționari, dar se împotriveau dictaturii Parisului. Unul din evenimentele din cadrul acestei reacții a fost asasinarea lui Marat la 13 iulie 1793, de către Charlotte Corday, o tânără din Caen adeptă a girondinilor, condamnată apoi la moarte și ghilotinată.

### Constituția din anul I
Constituția, cu elaborarea căreia fusese însărcinată Convenția, nu era încă terminată în ianuarie 1793. Un prim proiect al ei a fost depus în februarie, dar după căderea girondinilor a fost elaborată altă constituție, foarte democratică. Prevedea printre altele: alegerea pentru un an a unei Adunări Legislative prin vot universal masculin; exercitarea puterii executive de către un consiliu de 24 membri aleși de Adunare, dar nu dintre membrii ei; ratificarea proiectelor de legi prin referendum; dreptul la insurecție. Proiectul constituției a fost supus unui referendum desfășurat în iulie și august, și aprobat în condiții contestabile, din cauza împrejurărilor, cu aproximativ 1.800.000 de „da” față de circa 11.600 de „nu” și în jur de patru milioane de abțineri. Acest text, numit „Constituția din anul I”, nu a fost aplicat din cauza situației excepționale în care se afla țara.

### Guvernarea revoluționară
Convenția a concentrat toată puterea în stat, pe care o exercita prin diverse comitete. Comitetul Salvării Publice subordona miniștrii care se ocupau de domeniile economiei, de relațiile externe, de război etc. Comitetul Siguranței Generale avea în sarcină combaterea criminalității. Atribuțiile departamentelor au fost mult reduse. Centralizarea se manifesta și prin controlul organelor locale de către trimiși ai Convenției. Populația era supravegheată în fiecare comună și fiecare secțiune (diviziune administrativă) a Parisului din punctul de vederea al respectării legilor revoluționare, de câte un comitet revoluționar din 12 membri, care stabilea liste de suspecți și elibera certificate de civism.
Pe lângă armata care lupta împotriva armatelor străine, au fost formate așa-numite „armate revoluționare” pentru combaterea dușmanului intern, una la Paris și 56 în provincie, totalizând în jur de 30.000 de oameni.
Au fost luate o serie de măsuri drastice în toate domeniile. În iulie 1793 s-a adoptat o lege care prevedea pedeapsa cu moartea pentru comercianții care stocau mărfuri fără să le declare. În august a fost închisă bursa de valori, pentru a evita speculația, iar în septembrie au fost fixate prețuri maxime pentru alimentele de primă necesitate, precum și valori maxime ale salariilor.
În domeniul apărării, în august 1793 a fost decretată rechiziționarea întregii populații pentru nevoile armatei, până la respingerea de pe teritoriu a inamicilor străini.

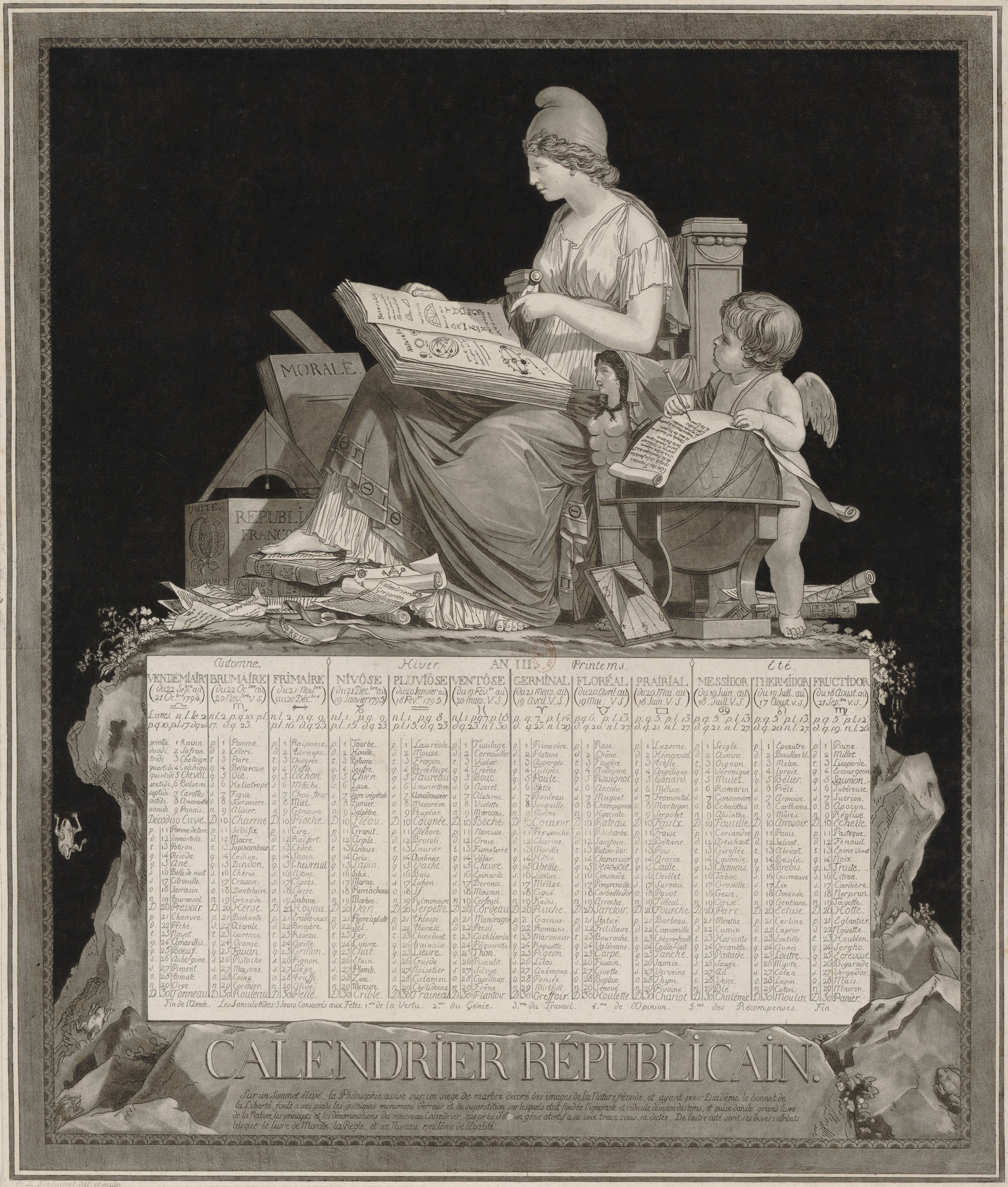
Calendarul republican pentru anul 1794

Extremiștii, precum Hébert și cei numiți les enragés („turbații”) care dominau Comuna Parisului au impus măsuri de descreștinare. Printre altele, au fost închise bisericile, iar catedrala Notre-Dame din Paris a fost transformată în Templu al Rațiunii. S-au comis acte de vandalism împotriva monumentelor religioase. În aceeași idee, în octombrie 1793, s-a instituit un calendar zis „republican”, cu 12 luni de câte 30 de zile, cu nume ca brumaire (de la brume „ceață”), thermidor (de la el  thermos „căldură”) etc.; decade în loc de săptămâni, cu nume de zile compuse din elemente ale numelor latine ale cifrelor, compuse cu elementul -di de la dies „zi” (primidi, duodi, tridi etc.); nume de minerale, plante, animale și unelte în locul celor de sfinți.
În țară a fost aplicată așa-numita „teroare iacobină” sau „revoluționară”. În septembrie 1793, Convenția a adoptat legea suspecților, fiind considerați astfel cei fără certificat de civism, foștii nobili, funcționarii publici destituiți, emigrații, dar și alții, definiți în mod vag ca „cei care, fie prin purtare, fie prin relații, fie prin vorbe sau scrieri, s-au arătat partizani ai tiraniei sau federalismului și dușmani ai libertății”. Tribunalele revoluționare din Paris și din câteva orașe de provincie dădeau sentințe fără posibilitatea recursului și care trebuiau executate în termen de 24 de ore. Acestei terori i-a căzut victimă, ca și mulți alții, regina Maria Antoaneta, ghilotinată la 16 octombrie 1793.

#### Consolidarea puterii revoluționare
Puterea centrală a început să aibă succese militare atât împotriva dușmanilor interni, cât și a celor externi. Armata girondinilor a fost învinsă la 13 iulie 1793 la Pacy-sur-Eure, la 27 iulie la Avignon, la 25 august la Marseille, la 18 septembrie la Bordeaux, la 9 octombrie la Lyon. Aceste victorii au fost urmate de represiuni sângeroase cu sute de execuții. Armata celor din Vendée a fost de asemenea învinsă în octombrie 1793, apoi resturile ei în decembrie 1793. Au urmat în regiune masacre împotriva populației civile, cărora le-au căzut victime un număr de oameni estimat între 100.000 și 250.000. Totuși, în Vendée a continuat lupta contrarevoluționarilor sub formă de gherilă. Toulonul, ocupat de englezi, a fost eliberat la 19 decembrie. În bătălie s-a distins și Napoleon Bonaparte, pe atunci căpitan. În nord au fost învinși englezii și la Hondschoote, la 8 septembrie, ceea ce a dus la eliberarea Dunkerque-ului, apoi austriecii la Wattignies, la 16 octombrie. Austriecii au fost respinși de asemenea dincolo de Rin, precum și spaniolii dincolo de Pirinei, iar în Savoia a fost învinsă contrarevoluția sprijinită de trupele Regatului Sardiniei.

#### Conflicte între revoluționari
Revoluționarii au aplicat teroarea și între ei. Cei numiți „turbați” erau cei mai radicali. Ei cereau cu insistență măsuri economice și sociale în favoarea celor săraci. Fostul preot Jacques Roux⁠(d), membru al Comunei Parisului, a mers la 25 iunie 1793 la Convenție, unde a prezentat o petiție în acest sens. La 5 septembrie, un grup de sans-culottes a pătruns în Convenție, iar Roux a fost arestat în aceeași zi și mai târziu s-a sinucis în închisoare.
Alți radicali, a căror personalitate centrală era Hébert, adjunctul procurorului Comunei Parisului, acuzau Convenția, Comitetul Salvării Publice și pe Robespierre, cel care domina comitetul, de incapacitate, în situația în care populația suferea de penurie alimentară și în iarna din 1793-1794. Hébert a mers până la a chema la insurecție la 4 martie 1794, luând cuvântul în Clubul Cordelierilor, cel al revoluționarilor cei mai radicali. Apelul lui nu a fost urmat, căci Convenția votase două decrete, în 26 februarie și 3 martie, privind confiscarea bunurilor suspecților și împărțirea lor celor în nevoie. Hébertiștii iritaseră Convenția și prin excesele lor în acțiunile de descreștinare. Hébert și alți câțiva șefi ai lor au fost arestați, condamnați la moarte și ghilotinați la 24 martie.
În Convenție s-a format un grup numit al „indulgenților”, cu personalități care deveniseră moderate, ca Danton și jurnalistul Camille Desmoulins⁠(d). Aceștia cereau încetarea terorii, lucru cu care Comitetul Salvării Publice nu era de acord. În plus, în anturajul lui Danton erau câțiva deputați compromiși într-un scandal financiar. Au fost arestați aceștia, Danton, Desmoulins și încă câțiva apropiați ai acestora, fiind toți condamnați la moarte și executați la 5 aprilie.
Omul cel mai puternic al regimului a devenit Robespierre. În dezacord cu ateismul revoluționarilor celor mai radicali, a obținut la 8 mai 1794 votarea în Convenție a unui decret prin care „poporul francez recunoaște existența Ființei supreme și nemurirea sufletului”.
Teroarea a devenit și mai necruțătoare printr-o lege adoptată la 10 iunie 1794. Tribunalele revoluționare nu mai trebuiau să asculte martori și avocați, ci judecau pe bază de așa-numite „dovezi morale” și pronunțau numai condamnări la moarte. Între 10 și 27 iunie au fost ghilotinate 1.376 persoane, printre care chimistul Antoine Lavoisier și poetul André Chénier, deși opinia publică nu mai găsea justificate motivele invocate pentru practicarea terorii, revoltele interne fiind învinse și inamicii externi fiind respinși în afara granițelor.
Situația economică rămânea gravă. Rechizițiile de produse agricole erau tot mai greu de suportat de către țărani. Prețurile maximale erau dejucate de raritatea produselor vizate și de prețurile lor de pe piața neagră greu de controlat, pe când salariile maximale puteau fi ușor aplicate, ceea ce scădea puterea de cumpărare și provoca nemulțumirea muncitorilor.

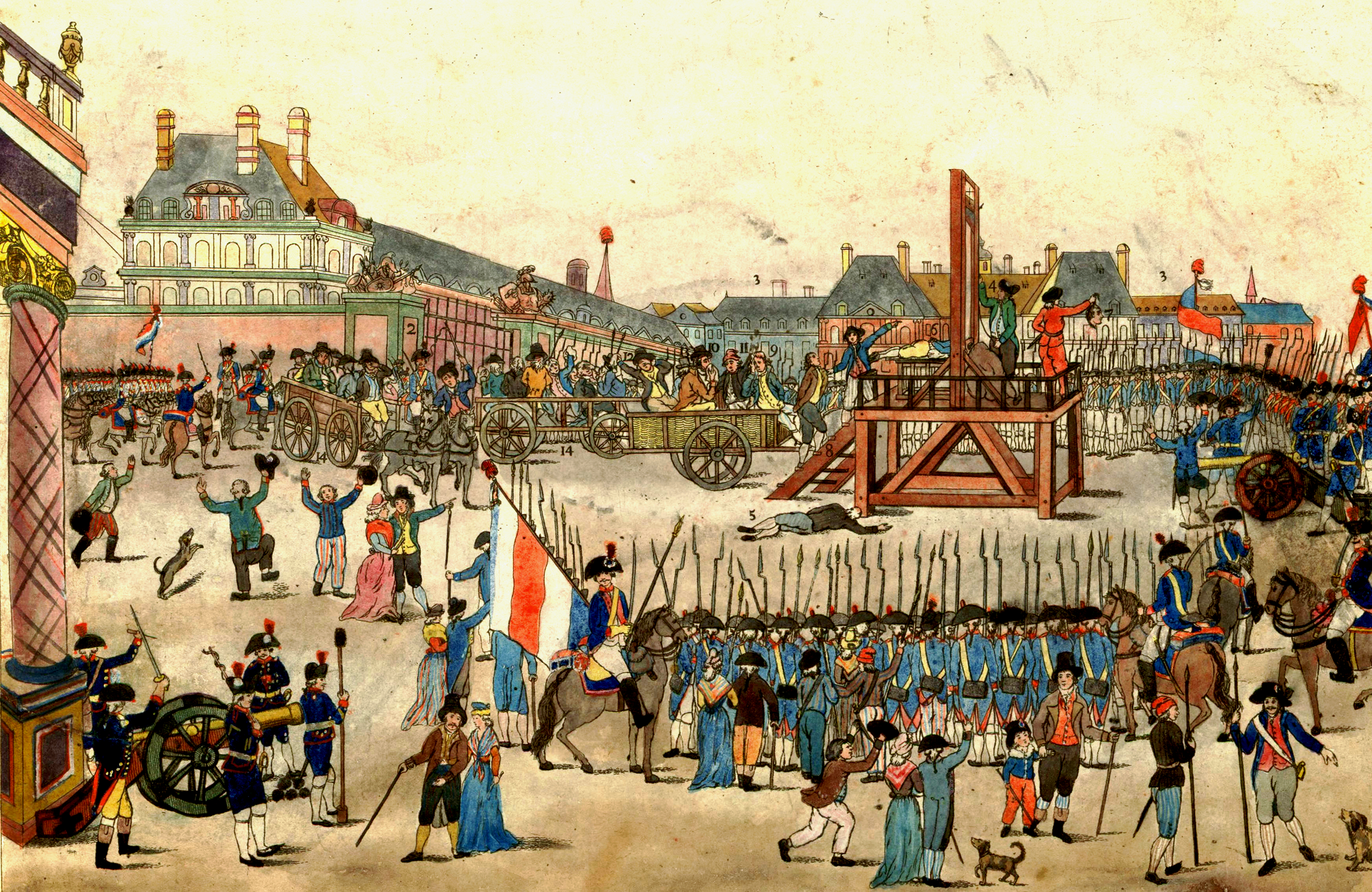
Execuția lui Robespierre

Între membrii comitetelor s-au agravat conflictele. Robespierre a început să fie atacat pe motivul că voia menținerea inutilă a terorii, unii bănuindu-l de aspirații dictatoriale. La 27 iulie 1794 (9 thermidor), un deputat i-a cerut punerea sub acuzare. Pe Robespierre nu l-au lăsat să vorbească pentru a se apăra. Convenția a votat arestarea comandantului gărzii naționale a Comunei Parisului și a președintelui Tribunalului Revoluționar, apoi pe cea a lui Robespierre, a prietenului său cel mai apropiat, Saint-Just și a câtorva apropiați ai lor. Primarul Parisului a pus orașul în stare de insurecție și, încălcând legea, i-a eliberat pe arestați. Aceștia s-au refugiat la primăria Parisului, dar nu a fost cine să-i apere. Jandarmii au pătruns noaptea în primărie și Robespierre a fost rănit grav. Nu se știe dacă a tras în el un jandarm sau dacă a încercat să se sinucidă. În seara de 28 iulie a fost ghilotinat împreună cu adepții lui. În ziua următoare au fost executați și membrii Comunei.

### Reacția thermidoriană
Pentru cei care au dat lovitura de stat din 27 iulie (9 thermidor), numiți „thermidorieni”, revoluția era încheiată. Adepții lor erau deputații prudenți sau nehotărâți din grupul la Plaine, girondinii care scăpaseră terorii, câțiva adepți pe care îi avusese Danton și unii foști adepți ai terorii, care între timp se pronunțaseră împotriva ei.
Reacția politică s-a manifestat printr-o serie de măsuri. Comitetele puterii executive au fost reînnoite la 31 iulie. Comitetul Salvării Publice a fost slăbit, rămânându-i numai diplomația și războiul. Erau acum și alte 14 comitete cu atribuții de ministere, dominate de moderați. La 1 august a fost abolită legea din 10 iunie. Comitetele revoluționare de supraveghere au fost desființate și au fost eliberați arestații încă neexecutați. În schimb a fost ghilotinat procurorul Tribunalului Revoluționar din Paris și au fost proscriși membrii cei mai radicali ai Comitetului Salvării Publice. La 12 noiembrie a fost închis Clubul Iacobinilor din Paris, iar la 8 decembrie au fost reprimiți în Convenție girondinii excluși.
În domeniul religios, la 18 septembrie a fost separat statul de cultele religioase, prin abolirea Constituției civile a clerului, votată de Adunarea Constituantă la 12 iulie 1790, prin care membrii clerului trebuiau să depună jurământ pe aceasta și să devină funcționari ai statului, plătiți de acesta. La 21 februarie 1795 a fost decretată libertatea cultelor.
În economie au redevenit private unele manufacturi naționalizate anterior din domeniul apărării. În comerțul exterior s-a revenit la libertatea importurilor. La 24 decembrie 1794 s-a abolit maximalizarea prețurilor și a salariilor, dar aceasta a adâncit criza economică prin scăderea drastică a valorii banilor și creșterea tot drastică a prețurilor. A crescut de asemenea și șomajul. Sătenii nu mai primeau banii devaluați și nu mai aprovizionau orașele. Aceste fenomene loveau păturile populare, provocând foamete.

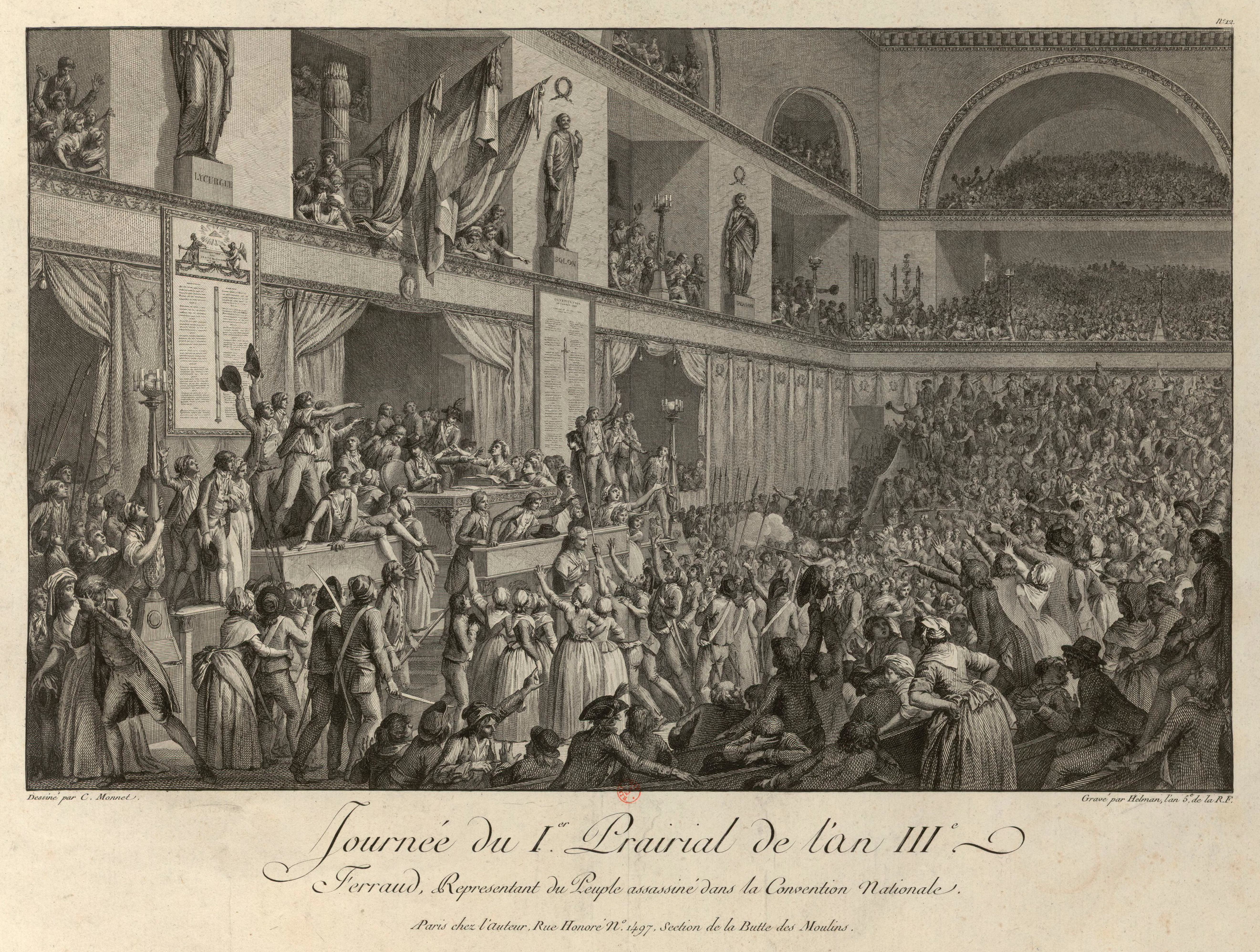
Evenimentele din 20 mai 1795 din Covenție

Din cauza situației economice dezastruoase au avut loc câteva răscoale împotriva Convenției, reprimate de aceasta. La 1 aprilie 1795, sans-culottes din secțiunile pariziene muncitorești au invadat Convenția, cerând pâine, libertate și aplicarea constituției din anul I (1793). Convenția a mobilizat oameni înarmați din secțiunile burgheze, care au eliberat Convenția. La 20 mai, o nouă manifestație a ajuns la Convenție, mulțimea a invadat-o și în tumult a fost omorât un deputat. Convenția a fost din nou eliberată de forțe armate, dar a doua zi a avut loc din nou o tentativă de ocupare a Convenției, greu împiedicată. La 24 mai, suburbia Saint-Antoine⁠(d) a fost încercuită și secțiunile de acolo dezarmate, apoi au fost condamnați la moarte șase deputați de stânga care fraternizaseră cu răsculații. Astfel, mișcările populare au fost înfrânte.

### Înlăturarea pericolului monarhist
Armatele franceze continuau să aibă succese în lupta cu forțele coaliției antifranceze. Franța a încheiat la Basel un tratat de pace cu Prusia, la 5 aprilie 1795, apoi la Haga, la 16 mai cu Provinciile Unite, pe care le ocupase, în fine, din nou la Basel cu Spania, la 22 iulie. Între ultimele două evenimente, la 8 iunie s-a anunțat moartea în închisoare a moștenitorului copil de 10 ani al lui Ludovic al XVI-lea, care ar fi fost, ca rege, Ludovic al XVII-lea. Monarhiștii au considerat potrivit momentul pentru a încerca să restabilească regatul. La 17 iunie, o armată de emigrați monarhiști transportați de flota engleză a debarcat la Quiberon și s-a unit cu o armată de contrarevoluționari locali, iar la 24 iunie, următorul moștenitor al tronului, fratele lui Ludovic al XVI-lea, emigrat la Verona, s-a proclamat Ludovic al XVIII-lea, lansând un manifest cu promisiunea restabilirii Vechiului Regim și a pedepsirii regicizilor. Însă regaliștii au fost învinși la Quiberon de trupele generalului Lazare Hoche, la 21 iulie.

### Constituția din anul III
O comisie compusă din deputați foști girondini și alți moderați a început elaborarea unei noi constituții. Preambulul ei era o declarație a drepturilor, de astă dată completată cu una a îndatoririlor.
Noua constituție restabilea votul cenzitar în vigoare în timpul monarhiei constituționale. Primeau drept de vot bărbații cu o stare materială cu o valoare minimă fixată prin constituție. Ei urmau să se reunească în adunări primare și să aleagă câte un elector la 200 de cetățeni. Electorii trebuiau să îndeplinească o condiție materială fixată la o valoare superioară celei a alegătorilor primari. Ei urmau să se reunească în capitalele de departament, în adunări electorale care să aleagă, pentru nivelul național, deputații parlamentului și membrii Tribunalului de Casație, iar pentru nivelul departamentului, administrația departamentală, președintele și acuzatorul public al tribunalului penal, precum și judecătorii tribunalului civil.
Parlamentul urma să fie bicameral, adică cu două camere numite adunări legislative sau consilii. Consiliul celor Cinci Sute urma să prezinte proiectele de legi, iar Consiliul Bătrânilor (250 de membri de peste 40 de ani) să le transforme în legi. Câte o treime din cele două camere urma să fie reînnoită anual.
Puterea executivă urma să fie exercitată de un Directorat din cinci membri aleși pentru cinci ani, fiind înlocuit anual câte un membru. Cei Cinci Sute urmau să prezinte 10 candidați, iar Bătrânii să aleagă cinci din aceștia prin tragere la sorți. Directoratul urma să numească miniștrii, dar nu putea dizolva camerele.
Fiecare administrație de departament urma să fie compusă din cinci membri, fiind înlocuit anual câte unul. Comunele urmau să aibă administrație municipală. Se renunța parțial la centralizare, dar Directoratul urma să numească câte un comisar în fiecare administrație, pentru a o supraveghea.
Constituția și decretele anexe au fost adoptate de Convenție la 22 august 1795. Din cauza temerii thermidorienilor că în procesul electoral care urma să aibă loc vor fi aleși mulți regaliști, unul din decrete, numit „al celor două treimi”, prevedea ca adunările electorale să aleagă 500 de deputați noi din cei 700 ai Convenției în exercițiu. Constituția și decretele anexe au fost supuse unui referendum cu vot universal. Constituția a fost aprobată cu puțin peste un milion de „da” contra peste 40.000 de „nu”, dar decretul celor două treimi numai cu puțin peste 200.000 de „da” contra puțin peste 100.000 de „nu”. Dintre cele 48 de secțiuni din Paris, numai în una a fost majoritate de „da” pentru acest decret. Din cei circa cinci milioane de alegători, foarte mulți nu au votat.

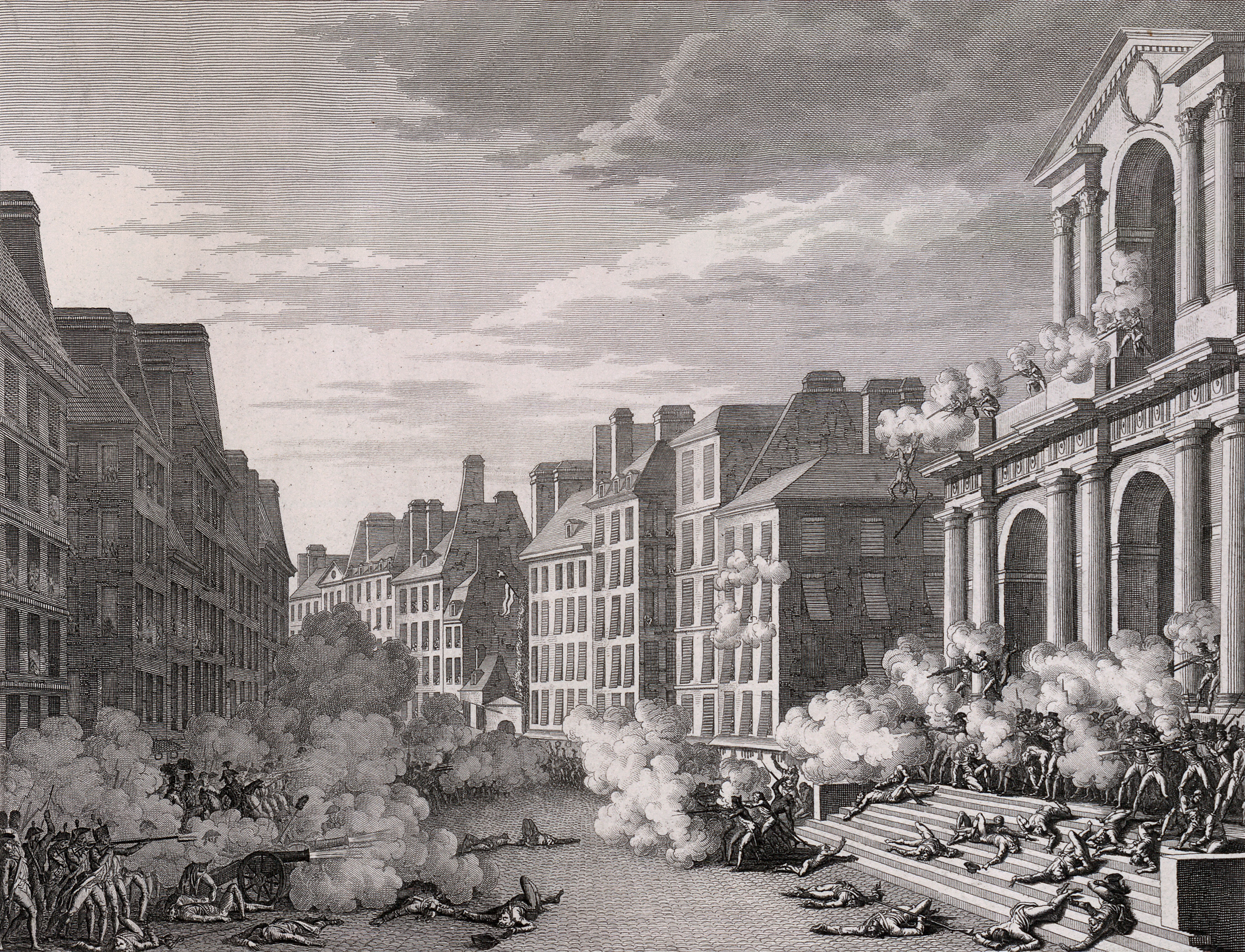
Atacarea Convenției în timpul insurecției monarhiste din 3-5 octombrie 1795

La 3 octombrie, șapte secțiuni pariziene au organizat o insurecție contrarevoluționară. La 5 octombrie, aceasta a fost înfrântă de trupele de care dispunea Convenția, în inferioritate numerică față de insurgenți, comandate de Paul Barras⁠(d), președintele de atunci al Convenției, secondat de Napoleon Bonaparte devenit general după eliberarea Toulonului.
Alegerile au avut loc între 12 și 21 octombrie. Cele două treimi alese dintre deputații Convenției erau în majoritate republicani moderați, iar cei mai mulți din treimea celor noi erau monarhiști.

## Perioada Directoratului
Noul parlament a luat locul Convenției la 26 octombrie 1795, și la 3 noiembrie a intrat în funcție Directoratul, în care figura dominantă era Barras.

### Primul Directorat

#### Probleme financiare
Situația financiară era catastrofală. Tezaurul public era gol, banii de hârtie numiți asignate nu mai aveau nicio valoare, speculația și inflația făceau ravagii. În februarie 1796 s-a renunțat la asignate și au fost înlocuite cu alte hârtii, numite „mandate teritoriale”. Se va renunța și la ele după un an. Va urma deflația și prăbușirea prețurilor. Situația datoriei publice va duce la 14 decembrie 1797 la un faliment care va face ca statul să nu mai recunoască două treimi din ea și, drept urmare, creditorii și cei care au subscris titluri de stat vor fi ruinați.

#### Confruntări cu adversarii regimului
Criza economică și socială, sărăcia maselor populare întrețineau mânia supraviețuitorilor iacobinismului, a foștilor revoluționari. Ei au adoptat ideile lui Gracchus Babeuf, un fost apropiat al thermidorienilor, care a teoretizat un comunism agrar inspirat din egalitarismul Spartei. Era opus proprietății individuale în domeniul agrar și adeptul acțiunii clandestine pentru schimbarea regimului, în locul insurecției. La 30 martie 1796 a inițiat o conspirație numită „a egalilor”, constituind un directorat secret care a pregătit o lovitură de stat, căutând pentru aceasta să infiltreze forțele de poliție din Paris. Conjurația va fi trădată, Babeuf arestat, condamnat la moarte și executat la 26 mai 1797.
În opinia publică apăruse o nostalgie a monarhiei. Adepții ei au format cluburi politice în care își dezbăteau ideile, căutând să o readucă pe cale legală, prin alegerile din 1797, când decretul celor două treimi nu mai urma să fie aplicat. Alegerile pentru reînnoirea unei treimi din cele două camere au avut loc în martie-aprilie 1797 și au adus o majoritate monarhistă. În rândurile ei, unii erau pentru întoarcerea la Vechiul Regim, alții, moderați, pentru o monarhie constituțională. Au fost aleși monarhiști ca președinți ai camerelor. La reînnoirea Directoratului a fost ales tot un monarhist. Camerele au abrogat legile împotriva emigraților și a preoților care nu depuseseră jurământ pe Constituția civilă a clerului.
Monarhiștii se pregăteau să-i pună sub acuzare pe cei trei directori care erau republicani, printre care Barras, dar aceștia îi aveau de partea lor pe generalii Hoche și Bonaparte. Acesta comanda armata în campania militară din Italia, unde a aflat de pregătirile monarhiștilor și l-a trimis pe generalul Pierre Augereau la Paris, numit de directorat, la 8 august, comandant al trupelor de aici. Monarhiștii au vrut să treacă la acțiune la 4 septembrie 1797, dar Barras, știind ce se pregătea și având sprijin militar, le-a luat-o înainte și a efectuat o lovitură de stat. Principalii șefi ai monarhiștilor au fost arestați sau au fugit. Directorii au anulat alegerile în 49 de departamente și i-au declarat aleși pe candidații învinși. 53 de deputați și cei doi directori monarhiști au fost deportați fără judecată în Guiana Franceză. Imediat au fost restabilite și întărite legile referitoare la emigrați și la preoți, și a încetat libertatea presei.

#### Succese externe

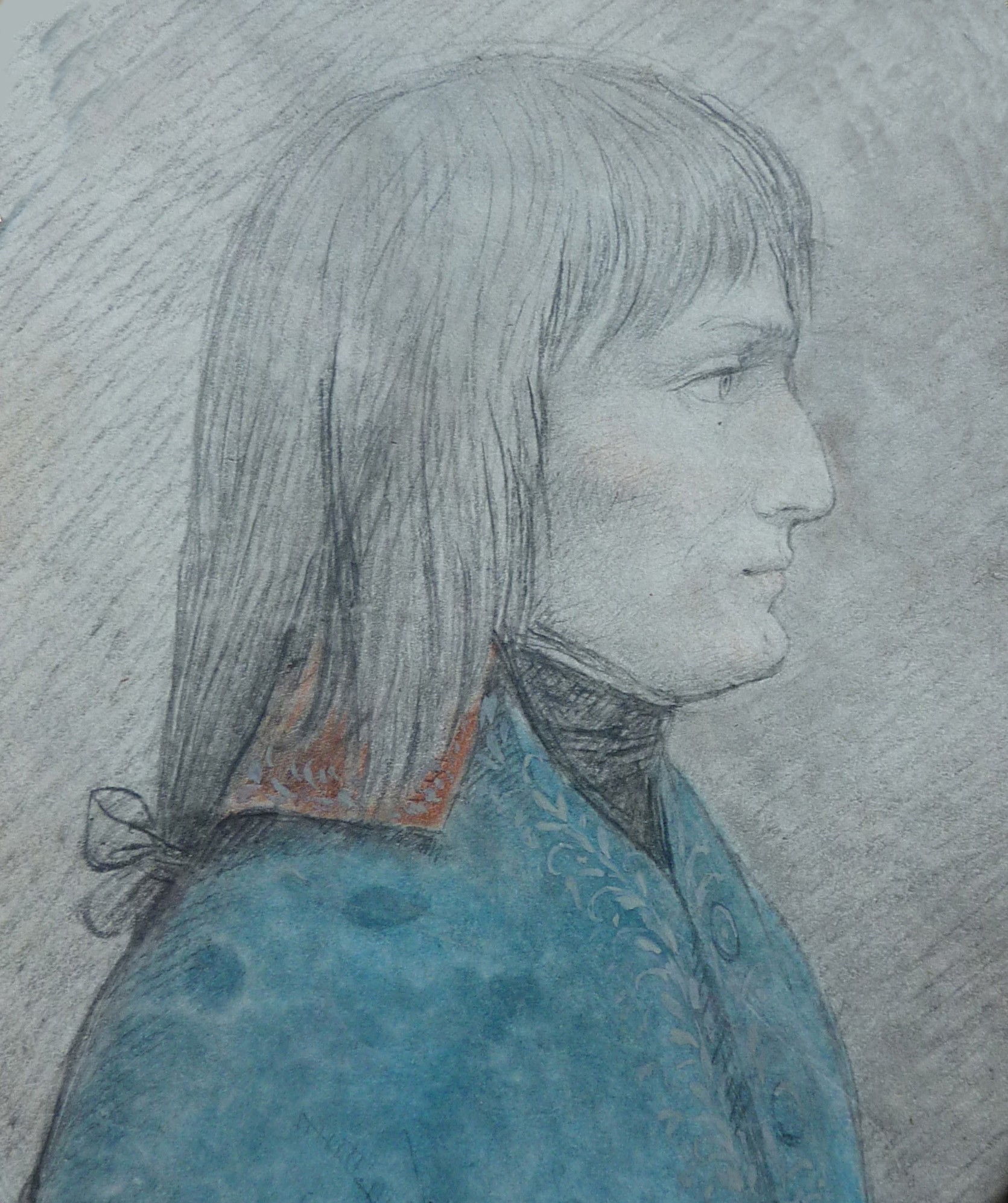
Bonaparte în timpul campaniei din Italia din 1796

După tratatele de pace încheiate în 1795, Franța căuta să învingă Austria. Armatele ei au încercat s-o atace și dinspre Germania, și dinspre Italia. În Germania au suferit înfrângeri, iar armata din Italia era deocamdată nedisciplinată și demoralizată. A luat comanda ei Bonaparte, care a adus-o într-o stare corespunzătoare. În aprilie 1796 a învins armata austriacă și pe cea a Regatului Sardiniei în câteva bătălii. Prin tratatul de pace de la Paris, din 3 iunie, Sardinia va ceda Franței Savoia și Nice.
Armata lui Bonaparte a trecut Padul, a ocupat regiunea Milanoului, și i-a învins din nou pe austrieci la Lodi, la 9 mai. Principii italieni din nord au cerut pace. La 30 mai, Bonaparte a început asediul Mantovei. A învins și armatele austriece care au venit în ajutorul acesteia, în bătăliile care au avut loc în septembrie și noiembrie 1796, apoi în ianuarie 1797, ocupând Mantova la 2 februarie. Franța stăpânea astfel Italia de Nord și era în pace cu Italia Centrală. La 17 februarie, papa Pius al VI-lea a semnat pacea de la Tolentino, prin care a recunoscut apartenența la Franța a Avignonului și a Comitatului Venaissin⁠(d).
Bonaparte a pornit mai departe spre Viena, iar când a ajuns la 100 km de ea, la 18 aprilie, austriecii au cerut armistițiu. A urmat pacea de la Campo Formio, din 17 octombrie 1797, prin care Austria ceda Franței Belgia, teritoriul de pe malul stâng al Rinului și insulele din Marea Ionică.

### Al doilea Directorat
În aprilie 1798 au avut loc alegeri pentru reînnoirea unei treimi din adunările legislative. Rezultatul a fost favorabil neoiacobinilor, adică stângii. Directoratul a reacționat printr-o manevră echivalentă cu o lovitură de stat, o lege votată la 11 mai, pe baza căreia au fost validate alegerile numai în 49 de departamente, 106 deputați fiind astfel lipsiți de mandat. Aceasta a însemnat instituirea regimului numit al celui de-al doilea Directorat.

#### Expediția din Egipt
Singurul adversar al Franței rămăsese Anglia. Bonaparte a vrut s-o învingă în urma unei debarcări, dar și-a dat seama că era imposibil. Membrul Directoratului Talleyrand i-a sugerat să întreprindă o expediție în Egipt, ca să-i taie Angliei ruta terestră spre India, ocupând istmul Suez. Directoratul a fost mulțumit să-l îndepărteze de Franța pe Bonaparte, care devenise deranjant prin gloria pe care o câștigase. Expediția avea un pretext științific, la ea participând o echipă de savanți.
Navele cu corpul expediționar au pornit spre Egipt în mai 1798 și, pe traseu, Bonaparte a ocupat Malta. Egiptul era stăpânit de mameluci, sub autoritatea numai nominală a Imperiului Otoman. Bonaparte a debarcat fără declarație de război la Alexandria și a ocupat-o la 2 iulie. A învins armata mamelucilor la piramide și a ocupat Cairo la 24 iulie, dar flota engleză, sub comanda amiralului Horatio Nelson, a distrus flota franceză la Abukir, la 1 august. Imperiul Otoman a intrat în coaliția antifranceză și a declarat război Franței. Bonaparte a pornit spre Siria și a ocupat Gaza, la 24 februarie 1799, apoi Jaffa, la 7 martie, dar a fost oprit înaintea citadelei Acra. În plus, a izbucnit o epidemie de ciumă și francezii au fost nevoiți să se retragă. Au învins armata turcă la Abukir, la 25 iulie, apoi Bonaparte, aflând de dificultățile interne și externe ale Franței, a predat comanda armatei generalului Kléber și la 23 august a pornit înapoi spre Franța cu o flotilă venită să-l ia.

#### Lovitura de stat de la 18 iunie 1799
În timp ce Bonaparte se afla în Orientul Apropiat, în aprilie 1799 au avut loc alegerile de înlocuire a unei treimi din adunările legislative. Au învins neoiacobinii și alegerile au fost validate ca atare. Noile adunări aveau sprijinul armatei și au întreprins o serie de manevre pentru a scoate din Directorat trei membri thermidorieni. La 18 iunie au votat o lege care prevedea scoaterea în afara legii a tuturor celor care ar atenta la suveranitatea națională. Aceasta constituia practic o lovitură de stat în urma căreia cei trei directori au fost nevoiți să demisioneze, apoi au avut loc schimbări radicale și printre miniștri.
Au fost luate o serie de măsuri de stânga: s-au redeschis cluburile politice, au reapărut ziarele iacobine, a fost aplicat un împrumut forțat de la bogați.
În același timp s-a agravat pericolul monarhist. A izbucnit o insurecție monarhistă în departamentul Haute-Garonne, iar în Vest a reînceput gherila monarhistă.

### Starea războiului în Europa
După pacea de la Campo Formio, Franța a continuat să aibă succese în războiul cu coaliția antifranceză. Anglia era slăbită de războiul lung și costisitor. Începuse negocieri cu Franța, dar acestea se întrerupseseră din cauza loviturii de stat de la 4 decembrie 1797. Franța se înconjurase de republici surori pe care le crease în urma cuceririlor sale. Bonaparte proclamase în 1796, în Italia, Republica Cispadană⁠(d), cu capitala la Modena, și Republica Transpadană⁠(d), în locul Ducatului Milanului, apoi le unisese în 1797 în Republica Cisalpină⁠(d), cu capitala la Milano. Provinciile Unite, cucerite de francezi în 1795, deveniseră, printr-o lovitură de stat, Republica Batavă, o republică soră, în ianuarie 1798. În aceeași lună, alte trupe franceze interveniseră în Elveția, profitând de luptele dintre cantoane, și capturaseră la Berna tezaurul țării, proclamând totodată Republica Elvețiană. În februarie, francezii invadaseră Statul Papal și cuceriseră Roma, creând Republica Romană. Pe papa Pius al VI-lea îl arestaseră și îl deportaseră în Franța.
Ca reacție la această situație, Anglia a inițiat o a doua coaliție antifranceză, care a existat între septembrie 1798 și martie 1799, cuprinzând Rusia, Austria, Imperiul Otoman, Regatul Neapolelui în uniune personală cu Regatul Siciliei, câteva principate germane și Suedia. Franța era într-o situație defavorabilă. Trupele ei cele mai bune erau cu Bonaparte în Egipt. S-a dat o lege a conscripției, dar țara dispunea în Europa numai de 200.000 de oameni slab echipați. Totuși, în decembrie 1798, francezii au mai ocupat și Piemontul, iar în ianuarie 1799 și Regatului Neapolelui, transformându-l în Republica Partenopeană⁠(d), dar din luna martie a acelui an au suferit înfrângeri. La 25 martie 1799 au fost învinși de austrieci în bătălia de la Stockach, apoi până în august au pierdut toată Italia, în afară de Genova.
Totuși, în septembrie 1799, situația Franței s-a ameliorat. La 19 septembrie, la Bergen, în Olanda, trupele franceze au respins o încercare de debarcare anglo-rusă, iar la 27 septembrie au învins un corp de armată rusesc la Zürich. Apoi, altă parte a armatei ruse a renunțat la atacarea planificată a Franței dinspre est.

### Lovitura de stat din 9-10 noiembrie 1799 (18-19brumaire, anul VIII)

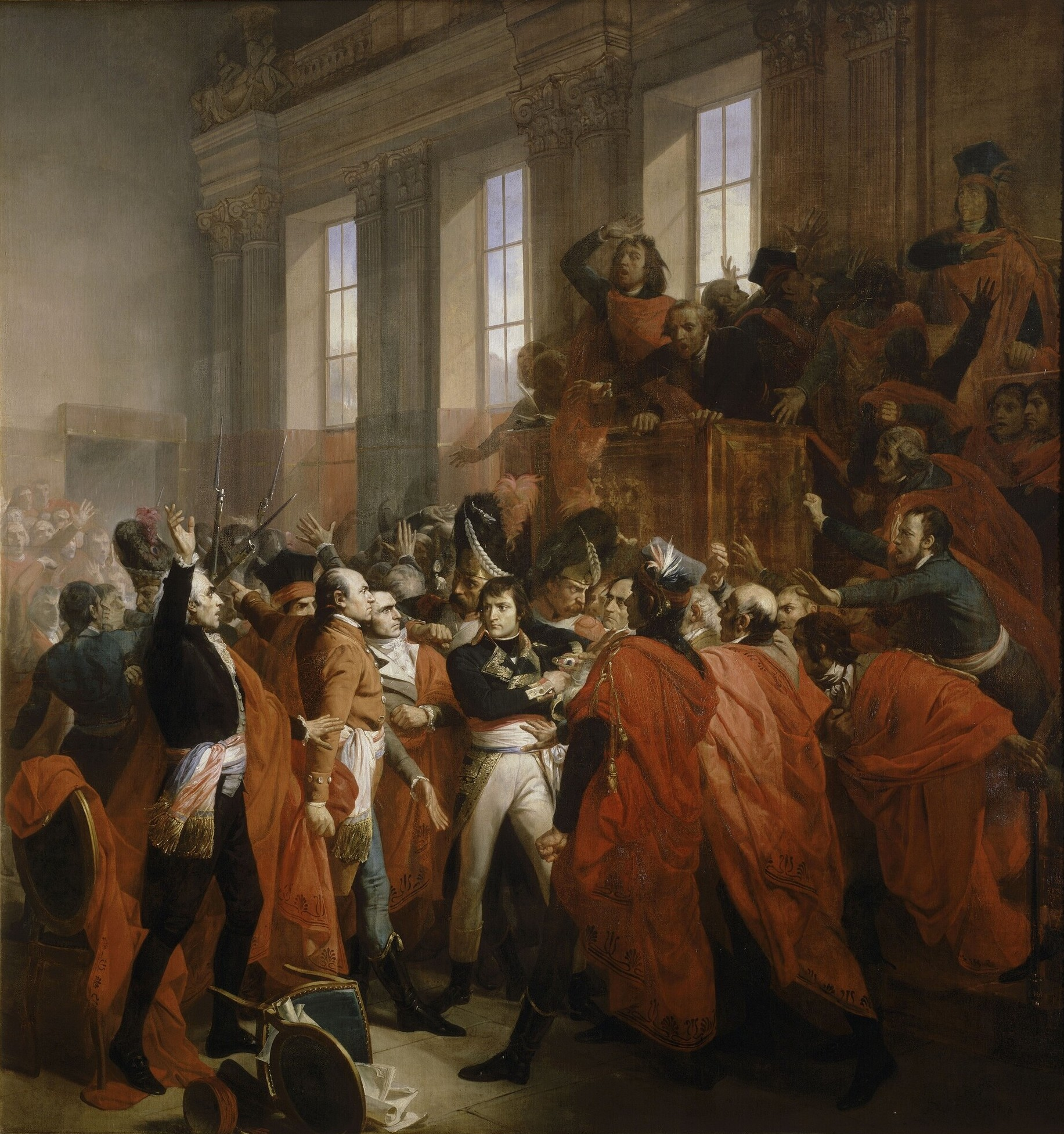
Bonaparte molestat în Consiliul celor Cinci Sute

În Franța, o mare parte din populație era deja nemulțumită de frământările revoluționare și de război. Voia o schimbare radicală, care să pună capăt revoluției și să aducă stabilitatea și pacea.
Bonaparte a debarcat în Franța la 9 octombrie 1799. Înaintea lui ajunsese știrea victoriei sale de la Abukir, și populația l-a întâmpinat cu entuziasm, ca pe un conducător de oști glorios, pe tot drumul până la Paris.
Soluția schimbării părea să fie o dictatură provizorie, care nu putea fi instalată decât printr-o lovitură de stat. Planul acesteia a fost gândit de unul din membrii Directoratului, Emmanuel Joseph Sieyès. Urma ca Directoratul să-și înceteze activitatea, să provoace căderea adunărilor legislative, iar o comisie condusă de el să elaboreze o nouă constituție. S-a format o conjurație în care Bonaparte urma să asigure sprijinul militar al loviturii de stat, având numai un rol de intimidare. Mai făceau parte din conjurație directorul Roger Ducos⁠(d), Talleyrand, ministrul poliției Joseph Fouché, mulți membri ai Consiliului Bătrânilor și unii din Consiliul celor Cinci Sute.
La 9 noiembrie, Consiliul Bătrânilor a votat un decret privitor la mutarea celor două camere la Saint-Cloud, sub pretextul existenței unui complot iacobin. Bonaparte a fost însărcinat cu executarea decretului. Apoi trei membri ai Directoratului, Sieyès, Ducos și Barras și-au dat demisia din funcție, iar ceilalți doi membri au fost reținuți de militari. A doua zi, Bonaparte a apărut mai întâi în Consiliul Bătrânilor, ca să anunțe schimbările, și a fost bine primit. Însă în Consiliul celor Cinci Sute, dominată de neoiacobini, a fost huiduit și îmbrâncit. Fratele lui, Lucien Bonaparte, care era președintele camerei, nu a reușit să restabilească ordinea și a demisionat din funcție. A ieșit și a spus militarilor că deputații au încercat să-i înjunghie fratele. Soldații au intrat în sala celor Cinci Sute și i-au dat afară. Cei câțiva dintre aceștia care erau de acord cu schimbarea, s-au unit cu Bătrânii și această adunare a luat act de lipsa executivului, pe care l-a înlocuit cu un triumvirat provizoriu format din Bonaparte, Sieyès și Ducos. Totodată a hotărât elaborarea noii constituții de către două comisii, în termen de șase săptămâni. Bonaparte a lansat o proclamație în care afirma că el a pus capăt unor acțiuni subversive. Astfel, deși avusese un rol secundar, a acaparat rolul omului forte al schimbării.
Populația Parisului, obișnuită cu loviturile de stat ale Directoratului, nu a reacționat la aceasta, iar notabilitățile erau mulțumite, gândindu-se că extremiștii nu mai puteau veni din nou la putere, și că revenirea la ordine era benefică pentru bunul mers al afacerilor. Evenimentul din 9-10 noiembrie 1799 a pus capăt Revoluției Franceze.

## Perioada Consulatului

### Constituția din anul VIII
Ideile lui Sieyès pentru constituție au fost criticate de Bonaparte, care a luat conducerea elaborării ei.
În locul votului cenzitar a fost introdus votul universal masculin în trei trepte. Alegătorii din fiecare canton urmau să aleagă o zecime dintre ei pentru o listă a arondismentului. Din aceasta urmau să fie desemnați funcționarii publici la nivel de arondisment. Membrii listei arondismentului aveau de ales de asemenea o zecime dintre ei pentru lista departamentului, dintre care trebuiau desemnați funcționarii la nivel de departament. Membrii listei departamentale urmau să aleagă și ei o zecime dintre ei pentru lista națională. Din aceasta trebuiau să fie aleși membrii a două adunări legislative.
Puterea legislativă urma de fapt să fie deținută de patru adunări. Consiliul de Stat putea avea între 30 și 50 de membri care urmau să fie numiți de consuli (vezi paragraful următor). Era însărcinat, sub autoritatea executivului, cu redactarea proiectelor de legi. Acestea trebuiau discutate de cei 100 de membri ai Tribunatului, în vârstă de cel puțin 25 de ani, din care erau de înlocuit o cincime anual. După discutarea legilor, Tribunatul trebuia să trimită trei oratori să exprime acordul sau dezacordul acestei adunări cu ele, la o a treia adunare, Corpul Legislativ. Acesta urma să fie compus din 300 de membri de cel puțin 30 de ani, din aceștia trebuind de asemenea să fie înlocuiți o cincime anual. Ei urmau să voteze legile fără să le discute. Mai era prevăzut și un Senat cu 80 de membri pe viață, în vârstă de cel puțin 40 de ani, recrutați prin cooptare. Senatul trebuia să vegheze la respectarea constituției și să-i aleagă din lista națională pe consuli, pe membrii Tribunatului, pe cei ai Corpului Legislativ și pe judecătorii Tribunalului de Casație. Spre deosebire de celelalte adunări, ședințele Senatului nu urmau să fie publice.
Executivul urma să fie format din trei consuli numiți pentru zece ani, reeligibili de ori de câte ori. În ordine ierarhică urma să fie un Prim Consul, un Al Doilea Consul și un Al Treilea Consul. Numai Primul Consul avea dreptul de a promulga legile, de a numi membrii Consiliului de Stat, miniștrii, ambasadorii, ofițerii și funcționarii publici. Ceilalți doi consuli urmau să aibă numai putere consultativă.

### Instalarea noului regim
Noua constituție a fost terminată la 13 decembrie 1799 și proclamată la 15 decembrie, fiind pusă imediat în aplicare fără să fie aprobată. Primul Consul era deja din oficiu Bonaparte și încă din 13 decembrie îi desemnase pe ceilalți doi. La 25 decembrie a fost instalat Consiliul de Stat, în care au ajuns apropiați ai lui Bonaparte, iar președinte al Senatului a fost numit Sieyès. Acesta a cooptat senatorii, și Senatul s-a instalat la 27 decembrie. La 1 ianuarie 1800 s-au instalat și Tribunatul și Corpul Legislativ. Pentru a păstra aparențe republicane, constituția a fost aprobată abia în februarie 1800, printr-un referendum care nu a respectat caracterul secret al votului. Voturile împotrivă au fost foarte puține și numărul celor care nu au votat a fost foarte mare.
Administrația a fost centralizată la maximum prin legea din 17 februarie 1800. Au fost numiți de guvern prefecți în fiecare departament și subprefecți în fiecare arondisment. Primarii comunelor urbane și rurale erau și ei numiți, ca și membrii consiliilor departamentale, ai consiliilor de arondisment și ai consiliilor locale, toți fiind notabilități cu avere.

### Măsurile luate de Consulat
Din punct de vedere politic, Bonaparte nu a înclinat nici spre Vechiul Regim, nici spre revoluție, ci s-a plasat deasupra grupărilor politice, din dorința reconcilierii naționale. Primele acte ale regimului au fost amnistierea membrilor comitetelor revoluționare și a moderaților deportați după lovitura de stat din 4 septembrie 1797. Emigrații au putut să se întoarcă în țară fără să sufere persecuții. Altă măsură urgentă a fost încheierea conflictului cu opoziția monarhistă armată din vestul țării. Unii conducători ai acesteia s-au supus între18 și 20 ianuarie 1800, alții, care nu voiau să înceteze lupta, au fost învinși definitiv.
Războiul continua cu Austria și cu Anglia, pe când Rusia ieșise din coaliție. Bonaparte trebuia să învingă în primul rând Austria. S-au format două armate, una comandată de generalul Moreau, care urma să opereze în Germania, iar cealaltă sub comanda lui Bonaparte, pentru Italia. Bonaparte a intrat în Milano la 2 iunie 1800, dar un general al său a fost învins la Genova, la 4 iunie. Bonaparte s-a îndreptat din Milano spre sud împotriva austriecilor și i-a învins mai întâi la Montebello, la 9 iunie, apoi în bătălia de la Marengo, la 14 iunie, și austriecii au cerut armistițiu. În Germania, francezii i-au înfrânt pe austrieci mai întâi la Meßkirch, la 25 aprilie 1800, apoi în mod decisiv la Hohenlinden, la 3 decembrie. Pacea cu ei a fost încheiată la Lunéville, la 9 februarie 1801. În Italia, Austriei îi rămânea numai Veneția, iar republicile surori create de Franța în Italia, Olanda și Elveția aveau posibilitatea să adopte forma de guvernământ pe care o doreau.
Generalul Kléber, lăsat la comanda armatei franceze din Egipt, a fost asasinat la 14 iunie 1800, apoi francezii au fost învinși de englezi și nevoiți să părăsească Egiptul în august 1801. Totuși, Anglia era într-o situație dificilă, mai ales că Franța se aliase cu Spania prin tratatul de la San Ildefonso⁠(d) din 1 octombrie 1800. Până la urmă, la 25 martie 1802, Anglia a încheiat cu Franța pacea de la Amiens. Astfel s-a terminat un război care începuse în 1792, și pacea era benefică pentru Franța.
Pe plan religios, Bonaparte a căutat să se împace cu biserica romano-catolică. A început prin redeschiderea bisericilor pentru cult și prin ceremonia funerară a papei Pius al VI-lea, care murise în august 1799, în captivitate în Franța. În locul acestuia a fost ales în martie 1800 noul papă în persoana lui Barnaba Chiaramonti, devenit Pius al VII-lea, în conclavul ținut la Veneția. Papa s-a întors la Roma în iulie, după ce Bonaparte acceptase restaurarea Statelor Papale. După întoarcerea lui Bonaparte din Italia, regimul a reluat în mai 1801 măsurile de pacificare religioasă, prin negocieri cu papalitatea. Acestea au fost dificile, dar până la urmă au dus la un concordat semnat la 15 iulie 1801. Prin acesta, Republica Franceză recunoștea catolicismul ca religia marii majorități a francezilor, dar nu ca religie de stat. Arhiepiscopii și episcopii urmau să fie numiți de Primul Consul și învestiți spiritual de papă. Preoții trebuiau să fie numiți de episcopi și acceptați de guvern. Urmau să primească un salariu de la stat, fiind practic funcționari ai acestuia. La încheierea căsătoriilor, ceremonia civilă trebuia să o preceadă pe cea religioasă.
În momentul instalării Consulatului, tezaurul Franței era foarte redus, dar regimul a întreprins repede măsuri eficace. La 13 februarie 1800 a fost înființată Banca Franței, pe atunci o bancă privată cu misiunea de a regulariza piața monetară și a atenua crizele, oferind credite întreprinderilor în dificultate. Datorită încrederii pe care a câștigat-o, regimul a reușit să iasă cu bine din criza economică din 1801. Recolta a fost slabă, prețul pâinii a crescut mult până în aprilie 1802 și a apărut penuria alimentară la Paris, apoi și în provincie. A urmat criza în industrie și a crescut șomajul. Guvernul a acționat repede, importând o mare cantitate de grâne, ceea ce a făcut să scadă repede prețul lor. Pentru a reduce șomajul, statul a deschis șantiere la Paris. De asemenea, a distribuit mese gratuite celor foarte săraci și a acordat împrumuturi fără dobândă manufacturilor în dificultate.
A fost întreprinsă o serie de reforme financiare în domeniul impozitelor, astfel că începând cu 1802, bugetul a fost echilibrat. În aprilie 1803 (luna germinal) a fost creată moneda numită franc germinal, foarte stabilă, care înlocuia toate monedele în circulație până atunci. Banca Franței a primit pentru 15 ani și monopolul emiterii bancnotelor în franci.

### Înăbușirea opozițiilor
Opozițiile care existaseră mai demult, pe de o parte iacobinii, pe de altă parte monarhiștii, continuau să i se opună și lui Bonaparte. La acestea se adăuga și opoziția unora care l-au adus la putere. Diferența față de situația anterioară era că, în condițiile dictaturii, opozițiile se puteau manifesta și mai greu. Au avut loc doar câteva tentative de atentat împotriva lui Bonaparte pedepsite cu execuția, și câteva încercări de insurecție reprimate.
Iacobinii nu mai puteau incita la insurecție o populație sătulă de frământări. Ei se mărgineau să se adune în cafenele supravegheate de poliție. O dată, trei iacobini au încercat să-l înjunghie pe Bonaparte în loja lui de la operă. Altă dată, un chimist cu simpatii iacobine a pus la punct o mașină infernală, ca să o facă să explodeze la trecerea lui Bonaparte, dar a fost prins când o experimenta.
Monarhiștii din sud au încercat, fără succes, să organizeze o insurecție, iar cei din vest de asemenea. Aceștia din urmă au încercat să-l asasineze pe Bonaparte prin explozia unei mașini infernale.
Cei care au efectuat lovitura de stat din 9-10 noiembrie 1799 împreună cu Bonaparte s-au pregătit să-l înlocuiască cu un triumvirat, dacă ar fi fost învins în Italia.
Unii membri ai Tribunatului au început să-l critice pe Bonaparte pentru tendințele lui autocratice. Aceștia au fost îndepărtați cu ocazia alegerilor din 1802 de reînnoire a cincimii din Tribunat.
Și unii generali invidioși pentru gloria colegului lor și deveniți ostili acestuia au fost îndepărtați încredințându-li-se funcții diplomatice.
Ministrul poliției Fouché, considerat prea apropiat de iacobini, a fost și el dat la o parte prin desființarea ministerului său.
La sfârșitul anului 1802, orice opoziție era înăbușită și popularitatea lui Bonaparte era imensă.
Au existat totuși unele voci în adunările legislative, care s-au opus unor propuneri ale lui Bonaparte. De exemplu, în mai 1802, acesta a propus înființarea ordinului Legiunii de onoare ca pătură socială. Urmau să facă parte din el în primul rând militarii merituoși, dar și civilii care se distingeau prin știința, talentul sau virtuțile lor. În adunările legislative, mulți au văzut în această propunere o încălcare a principiului egalității, o încercare de a crea nouă aristocrație. În Consiliul de Stat, proiectul a fost adoptat numai cu 14 voturi contra 10, în Tribunat cu 56 contra 38, iar în Corpul Legislativ cu 166 contra 110.

### Bonaparte consul pe viață

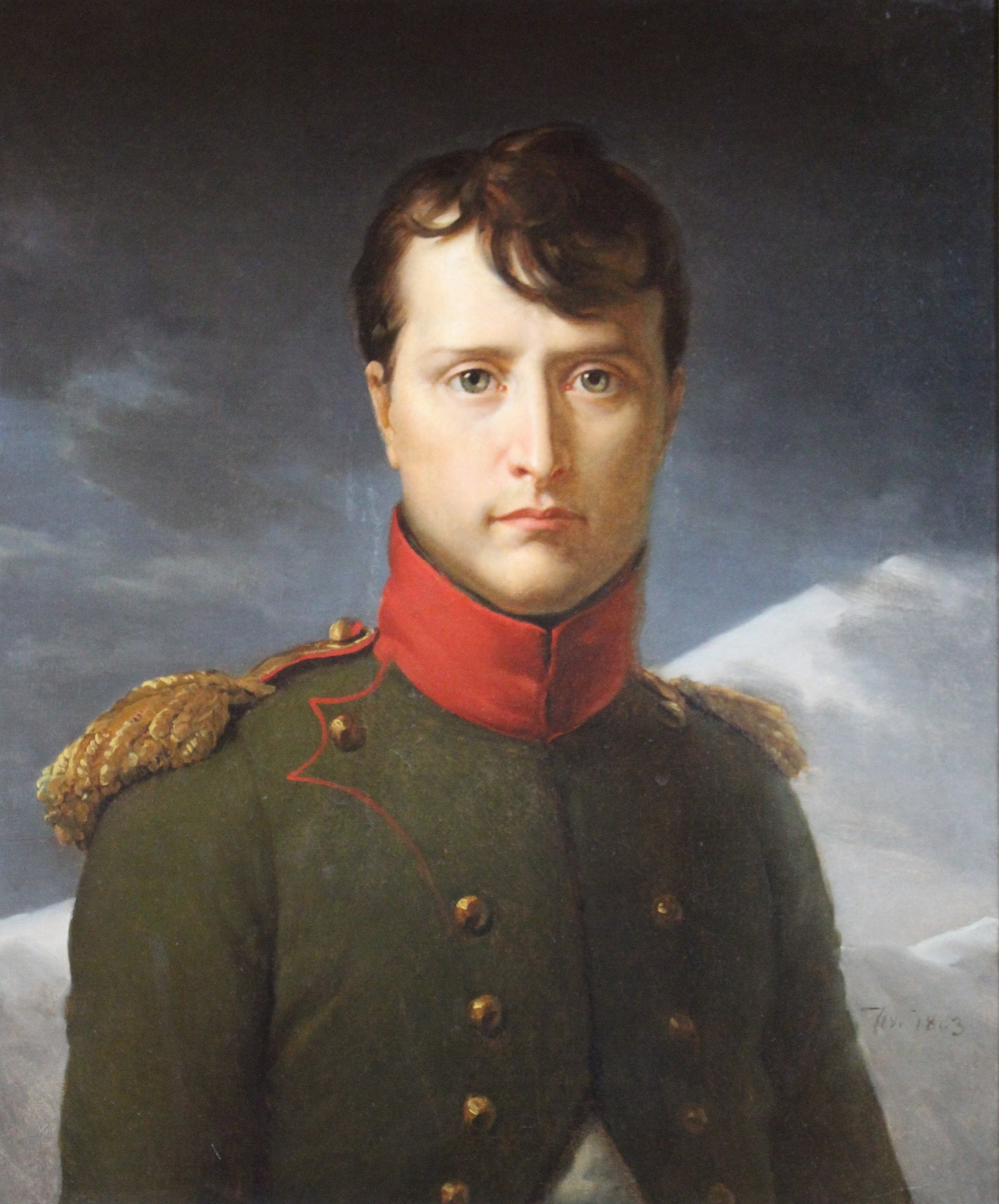
Primul Consul Napoleon Bonaparte în 1803

În august 1802, datorită succeselor din cei doi ani de consulat și popularității câștigate de Bonaparte, Senatul a decis ca la sfârșitul mandatului său de zece ani, acesta să fie reales în funcție pentru încă zece ani. Bonaparte nu s-a mulțumit cu atât. Al Doilea Consul a propus în schimb un referendum cu vot nesecret despre numirea lui Bonaparte consul pe viață. Circa 3,5 milioane de votanți au fost pentru și aproximativ 8.300 împotrivă.
A fost elaborată Constituția din anul X, sub autoritatea lui Bonaparte, adoptată la 4 august 1802, care întărea puterea personală a Primului Consul.
În politica externă, Bonaparte a căutat să consolideze influența Franței pe continent, iritând mai ales Anglia. Nu a deschis piața franceză pentru produsele industriale engleze și a limitat importul produselor coloniale din posesiunile Angliei. De asemenea, a tatonat posibilitatea de a reocupa Egiptul, a semnat tratate cu Tripoli și Tunis, a amenințat cu invadarea Algeriei. În cursul anului 1802 a restabilit sclavia, care fusese abolită în timpul Revoluției, în posesiunile franceze din America, dar în 1803 a pierdut Saint-Domingue care, în urma unei insurecții, va fi țară independentă cu numele Haiti începând de la 1 ianuarie 1804. Tot în 1803, Franța a vândut Louisiana Statelor Unite.
Raporturile dintre Franța și Anglia s-au înrăutățit. Franța protesta împotriva pamfletelor care apăreau în Anglia împotriva lui Bonaparte, Anglia protesta împotriva tendințelor expansioniste ale Franței pe continent și amenința cu reluarea războiului. Ruptura a fost creată de refuzul Angliei de a evacua Malta, cum fusese stabilit în tratatul de pace de la Amiens. La 20 mai 1803, Bonaparte a anunțat adunărilor legislative reluarea războiului și a început pregătiri pentru o debarcare în Anglia.
Reluarea războiului i-a încurajat pe monarhiști, care au organizat, începând din august 1803, o conspirație extinsă pentru eliminarea lui Bonaparte și restaurarea regatului cu Ludovic al XVIII-lea pe tron. Însă un conspirator imprudent a fost arestat, apoi rând pe rând toți șefii conspirației au fost prinși și executați până în iunie 1804.
La 3 mai 1804, în Tribunat s-a propus proclamarea lui Napoleon Bonaparte ca împărat al francezilor cu ereditatea demnității în familia lui. Senatul a adoptat propunerea și s-a întreprins modificarea constituției. Propunerea a fost supusă unui referendum în condițiile celui anterior. Au fost circa 3,6 milioane de răspunsuri „da” și aproximativ 2.500 de „nu”. Împăratul urma să fie înconjurat de așa-numiți „mari demnitari”: Marele Elector, Arhicancelarul Imperiului, Arhicancelarul Statului, Arhitrezorierul, Conetabilul și Marele Amiral. Senatul era prevăzut să fie compus din prinții din familia imperială, demnitarii imperiali și cetățeni numiți de împărat. O comisie senatorială din șapte membri urma să se ocupe de asigurarea libertății individuale și alta tot din șapte membri de cea a libertății presei. Noua constituție a fost promulgată la 18 mai 1804 și a fost proclamat imperiul.
La 19 mai 1804, Napoleon a numit 14 mareșali ai imperiului dintre generali. Legiunea de onoare a devenit doar o decorație.
La 2 decembrie 1804 a avut loc în catedrala Notre-Dame din Paris încoronarea lui Napoleon. A participat la ea și papa Pius al VII-lea, care a celebrat slujba de încoronare și a binecuvântat însemnele imperiului. Napoleon însuși și-a pus coroana pe cap, apoi a încoronat-o pe Joséphine de Beauharnais, soția sa. Apoi Napoleon a depus jurământul prevăzut în constituție, referitor în principal la: menținerea integrității teritoriale a republicii (deși se instituia o monarhie); respectarea concordatului cu papalitatea și a libertății cultelor; garantarea egalității în drepturi, a libertății politice și civile.